# Börtala
Mongolský autonomní kraj Börtala (čínsky v českém přepisu Po-er-tcha-la Meng-ku c’-č’-čou, pchin-jinem Bó'ěrtǎlā Měnggǔ Zìzhìzhōu, znaky 博尔塔拉蒙古自治州; mongolsky Борталын монгол үндэстний өөртөө засах жуу, Bortalyn mongol undestnij őrtő zasach žú; ujgursky  بۆرتالا موڭغۇل ئاپتونوم ئوبلاستى‎‎, Börtala Mongghul Aptonom Oblasti) je autonomní kraj v Čínské lidové republice. Leží na severozápadní hranici autonomní oblasti Sin-ťiang s Kazachstánem. Má rozlohu zhruba 430 tisíc čtverečních kilometrů a sídlí v něm přes 400 tisíc obyvatel, přičemž k roku 2010 Mongolové tvořili pouze necelých 6 % obyvatelstva, Ujgurové přes 13 %, Kazaši 10 % a etnickou většinou byli s přibližně 65 % Chanové. Správním střediskem kraje je Po-le.

## Historie
Několik let připojení regionu k Čínské lidové republice zde byla roku 1954 zřízena mongolská autonomní oblast sestávající z okresů Po-le, Ťing-che a Wen-čchüan. Následujícího roku byla reorganizovaná v autonomní kraj. Roku 1985 byl okres Po-le reorganizován v městský okres, roku 2012 byl z Po-le vyčleněn městský okres A-la-šan-kchou. Roku 2014 byla sídliště a pozemky 5. divize Sinťiangského výrobního a stavebního sbory působící v Po-le vyčleněna z Po-le i kraje Börtala a přímo podřízena sinťiangské vládě jako městský okres Šuang-che.

## Administrativní členění
Autonomní kraj Börtala se člení na čtyři celky okresní úrovně, a sice dva městské okresy a taktéž dva okresy.
| městský okres · Po-le městský okres · A-la-šan-kchou okres · Ťing-che okres · Wen-čchüan |            |                       |                    |                                  |
| Název                                                                                    | Název      | Počet obyvatel (2020) | Rozloha km² (2020) | Hustota zalidnění (obyv. na km²) |
| český přepis                                                                             | znaky      | Počet obyvatel (2020) | Rozloha km² (2020) | Hustota zalidnění (obyv. na km²) |
| Městské okresy                                                                           |            |                       |                    |                                  |
| Po-le                                                                                    | 博乐市     | 246 706               | 6 632              | 37                               |
| A-la-šan-kchou                                                                           | 阿拉山口市 | 11 097                | 221                | 50                               |
| Okresy                                                                                   |            |                       |                    |                                  |
| Ťing-che                                                                                 | 精河县     | 125 968               | 11 171             | 11                               |
| Wen-čchüan                                                                               | 温泉县     | 49 696                | 5 886              | 8                                |
|                                                                                          |            |                       |                    |                                  |
| Celkem                                                                                   | Celkem     | 433 467               | 23 910             | 18                               |